# Liste des sites classés et inscrits de la Seine-Maritime
Cet article recense les sites classés et inscrits de Seine-Maritime, en France.

## Listes

### Méthodologie
Les données compilées ci-dessous proviennent du ministère de la Culture. La date correspond à celle de la première protection du site (par arrêté ou décret). Les coordonnées sont celles du barycentre de la surface protégée.

### Sites classés
En 2023, la Seine-Maritime compte 77 sites classés, totalisant 13 791 ha, soit 2,2% du département. Le tableau suivant les recense.
| Site                                                                                  | Commune(s) | Date              | Superficie (ha) | Notes | Coordonnées                      | Photo |
| ------------------------------------------------------------------------------------- | --- | ----------------- | --------------- | --- | -------------------------------- | ----- |
| Chêne-chapelle                                                                        | Allouville-Bellefosse | 23 août 1932      | 0,01            | | 49° 35′ 46″ nord, 0° 40′ 34″ est |       |
| If de l'ancien cimetière                                                              | Angerville-l'Orcher | 6 septembre 1932  | 0,01            | | 49° 35′ 17″ nord, 0° 16′ 52″ est |       |
| Domaine de Silleron et rangées d'arbres                                               | Angiens, Houdetot | 30 mars 1948      | 13              | Château : Inscrit MH (2008) | 49° 49′ 55″ nord, 0° 48′ 40″ est |       |
| Vallée de la Seine - Boucle de Roumare                                                | Anneville-Ambourville, Bardouville, Barneville-sur-Seine, Berville-sur-Seine, Canteleu, Caumont, Grand-Couronne, Hautot-sur-Seine, Hénouville, La Bouille, La Londe, La Trinité-de-Thouberville, Mauny, Montigny, Moulineaux, Petit-Couronne, Quevillon, Sahurs, Saint-Martin-de-Boscherville, Saint-Pierre-de-Manneville, Saint-Pierre-de-Varengeville, Val-de-la-Haye | 26 juin 2013      | 8 757           | Le site classé en 2013 fusionne plusieurs protections antérieures distinctes. Il s'étend également sur le département voisin de l'Eure. | 49° 24′ 25″ nord, 0° 57′ 14″ est |       |
| Château d'Argueil et son parc                                                         | Argueil | 14 août 1943      | 18              | | 49° 32′ 28″ nord, 1° 31′ 05″ est |       |
| Belvédère de la Baronne, en forêt domaniale                                           | Arques-la-Bataille | 2 décembre 1942   | 0,97            | | 49° 53′ 06″ nord, 1° 08′ 49″ est |       |
| Point de vue de la Pyramide, en forêt domaniale                                       | Arques-la-Bataille | 1er juin 1943     | 0,81            | | 49° 53′ 35″ nord, 1° 08′ 20″ est |       |
| Vallée de la Vienne                                                                   | Bacqueville-en-Caux, Beauval-en-Caux, Biville-la-Baignarde, Lamberville, Lammerville, Saint-Mards | 11 février 1997   | 270             | | 49° 44′ 31″ nord, 1° 01′ 37″ est |       |
| Chêne de la ferme de Socquentot                                                       | Beauval-en-Caux | 30 juillet 1934   | 0,01            | | 49° 45′ 25″ nord, 1° 02′ 35″ est |       |
| Côte d'Albâtre                                                                        | Bénouville, Étretat, La Poterie-Cap-d'Antifer, Le Tilleul, Les Loges, Saint-Léonard, Vattetot-sur-Mer, Yport | 4 janvier 1979    | 1 173           | | 49° 43′ nord, 0° 14′ est         |       |
| Domaine public maritime de la côte d'Albâtre                                          | Bénouville, Étretat, La Poterie-Cap-d'Antifer, Le Tilleul, Les Loges, Saint-Léonard, Vattetot-sur-Mer, Yport | 28 mars 1979      | 774             | | 49° 42′ 47″ nord, 0° 13′ 12″ est |       |
| Val au Cesne                                                                          | Blacqueville, Carville-la-Folletière, Croix-Mare, Écalles-Alix, Saint-Martin-de-l'If, Saint-Clair-sur-les-Monts, Sainte-Marie-des-Champs, Touffreville-la-Corbeline, Yvetot | 11 février 1997   | 991             | | 49° 35′ 31″ nord, 0° 48′ 14″ est |       |
| Côte Sainte-Catherine                                                                 | Bonsecours, Rouen | 4 février 2002    | 33              | | 49° 25′ 59″ nord, 1° 06′ 50″ est |       |
| Vieille côte                                                                          | Bonsecours | 5 mars 1928       | 0,35            | | 49° 25′ 34″ nord, 1° 07′ 08″ est |       |
| Domaine de Merval                                                                     | Brémontier-Merval | 23 octobre 1942   | 122             | Château : Inscrit MH (1943) | 49° 30′ 54″ nord, 1° 36′ 14″ est |       |
| Château de La Chapelle-du-Bourgay, son parc                                           | La Chapelle-du-Bourgay | 11 octobre 1943   | 20              | | 49° 49′ 05″ nord, 1° 08′ 42″ est |       |
| Parc et allées du château de la Chapelle-sur-Dun                                      | La Chapelle-sur-Dun, Le Bourg-Dun | 14 décembre 1943  | 15              | | 49° 52′ 01″ nord, 0° 51′ 04″ est |       |
| Parc zoologique de Clères                                                             | Clères | 15 novembre 1988  | 13              | | 49° 35′ 53″ nord, 1° 06′ 32″ est |       |
| Vieilles halles, monument aux morts, maison à pans de bois, entrée du parc du château | Clères | 3 novembre 1934   | 0,07            | | 49° 35′ 53″ nord, 1° 06′ 36″ est |       |
| Domaine de Malvoisine                                                                 | Croisy-sur-Andelle, Elbeuf-sur-Andelle, Le Héron, Morville-sur-Andelle | 23 août 1995      | 33              | Manoir : Inscrit MH (1993) | 49° 28′ 19″ nord, 1° 24′ 47″ est |       |
| Château de Cuverville                                                                 | Cuverville | 22 mai 1945       | 8               | Château : Inscrit MH (1970) | 49° 39′ 32″ nord, 0° 16′ 23″ est |       |
| Belvédère du bois du Roule                                                            | Darnétal, Saint-Léger-du-Bourg-Denis | 13 avril 1943     | 4               | | 49° 26′ 20″ nord, 1° 09′ 14″ est |       |
| Cité des Limes                                                                        | Dieppe, Petit-Caux | 22 septembre 1975 | 53              | Également nommé "Camp de César" | 49° 56′ 28″ nord, 1° 07′ 16″ est |       |
| Avenues du Fresnay                                                                    | Doudeville | 14 janvier 1944   | 4               | | 49° 44′ 49″ nord, 0° 47′ 20″ est |       |
| Château du Taillis                                                                    | Duclair, Le Trait, Yainville | 14 juin 1952      | 60              | Château : Inscrit MH (1996) | 49° 27′ 58″ nord, 0° 51′ 07″ est |       |
| Parc du château du Mesnil-Geoffroy                                                    | Ermenouville | 25 mai 1946       | 23              | | 49° 48′ 47″ nord, 0° 46′ 52″ est |       |
| Ancien domaine royal d'Eu                                                             | Étalondes, Eu, Le Tréport | 17 mars 1987      | 117             | Château : Classé MH (1985) | 50° 02′ 56″ nord, 1° 24′ 14″ est |       |
| Chapelle Saint-Laurent                                                                | Eu | 31 octobre 1912   | 0,14            | | 50° 03′ 32″ nord, 1° 25′ 48″ est |       |
| Chapelle Notre-Dame-du-Salut                                                          | Fécamp | 27 juillet 1928   | 9               | Chapelle : Inscrit MH (1929) | 49° 46′ 05″ nord, 0° 22′ 16″ est |       |
| Château d'Orcher                                                                      | Gainneville, Gonfreville-l'Orcher, Rogerville | 18 mars 1991      | 78              | Château : Classé MH (1976) | 49° 30′ 11″ nord, 0° 14′ 42″ est |       |
| Château de Filières                                                                   | Gommerville, Saint-Gilles-de-la-Neuville | 23 octobre 1942   | 51              | Château : Classé MH (1947) | 49° 33′ 47″ nord, 0° 22′ 19″ est |       |
| If du cimetière                                                                       | Gouy | 12 septembre 1932 | 0,01            | | 49° 21′ 14″ nord, 1° 08′ 35″ est |       |
| Chapelle Saint-Michel d'Ingouville et cimetière                                       | Le Havre | 14 janvier 1943   | 0,24            | Les abords forment un site inscrit | 49° 29′ 56″ nord, 0° 06′ 29″ est |       |
| Domaine de l'ancienne abbaye de Graville-Sainte-Honorine                              | Le Havre | 6 septembre 1943  | 2               | | 49° 30′ 14″ nord, 0° 09′ 58″ est |       |
| Allée du château du Boscol                                                            | Héricourt-en-Caux | 1er juin 1943     | 4               | | 49° 41′ 10″ nord, 0° 42′ 18″ est |       |
| Parc du château du Vaudroc                                                            | Limpiville | 7 octobre 1943    | 15              | | 49° 40′ 55″ nord, 0° 29′ 56″ est |       |
| Église, calvaire, if, monument aux morts et cimetière                                 | Manéglise | 27 mai 1936       | 0,25            | Église : Classé MH (1886) | 49° 34′ 05″ nord, 0° 15′ 18″ est |       |
| Buis du cimetière                                                                     | Maucomble | 6 juin 1942       | 0,01            | | 49° 40′ 55″ nord, 1° 19′ 44″ est |       |
| Ferme du Mesnil-Lieubray                                                              | Le Mesnil-Lieubray | 25 juin 1943      | 3               | Terrain jouxtant l'église. Une partie du terrain forme un site inscrit.                                                                 | 49° 31′ 26″ nord, 1° 30′ 25″ est |       |
| Tilleul                                                                               | Mesnil-Raoul | 6 février 1926    | 0,01            | Probable tilleul de Sully jouxtant l'église Saint-Jean-Baptiste                                                                         | 49° 23′ 53″ nord, 1° 16′ 30″ est |       |
| Château de Mirville et bois                                                           | Mirville, Nointot, Vattetot-sous-Beaumont | 30 décembre 1976  | 137             | Château : Inscrit MH (1975) | 49° 36′ 47″ nord, 0° 26′ 38″ est |       |
| Panorama et fond du Val                                                               | Mont-Saint-Aignan, Rouen | 1er avril 1997    | 34              | | 49° 27′ 25″ nord, 1° 04′ 19″ est |       |
| Château, église et ferme                                                              | Montigny | 10 mai 1976       | 5               | | 49° 27′ 36″ nord, 0° 59′ 46″ est |       |
| Parc du château de Bosmelet                                                           | Montreuil-en-Caux, Saint-Denis-sur-Scie, Val-de-Scie | 7 janvier 1981    | 35              | | 49° 41′ 56″ nord, 1° 07′ 52″ est |       |
| Église, if, calvaire, cimetière                                                       | Moulineaux | 5 décembre 1935   | 0,24            | Église : Classé MH (1840) | 49° 20′ 31″ nord, 0° 57′ 54″ est |       |
| Tilleul du Boulay                                                                     | Nolléval | 22 août 1932      | 0,01            | | 49° 29′ 10″ nord, 1° 27′ 54″ est |       |
| Ancien domaine d'Ételan                                                               | Norville, Saint-Maurice-d'Ételan | 22 novembre 1990  | 36              | Château : Inscrit MH (1941) | 49° 27′ 58″ nord, 0° 37′ 30″ est |       |
| Avenue et le parc du château d'Offranville                                            | Offranville | 4 mars 1943       | 20              | | 49° 52′ 48″ nord, 1° 02′ 42″ est |       |
| Église, calvaire et if                                                                | Offranville | 22 mai 1933       | 0,28            | | 49° 52′ nord, 1° 03′ est         |       |
| Parc du château d'Auffay                                                              | Oherville | 28 octobre 1943   | 11              | | 49° 43′ 41″ nord, 0° 40′ 52″ est |       |
| La Vallée                                                                             | Oherville, Sommesnil | 13 juillet 1977   | 10              | | 49° 43′ 01″ nord, 0° 40′ 44″ est |       |
| Parc du château d'Omonville                                                           | Omonville | 24 juin 1943      | 7               | | 49° 47′ 46″ nord, 1° 03′ 00″ est |       |
| Falaise de la Roche-Fouet                                                             | Orival | 23 janvier 1926   | 9               | | 49° 19′ 19″ nord, 1° 00′ 43″ est |       |
| Église                                                                                | Ouville-la-Rivière | 25 octobre 1943   | 0,46            | | 49° 52′ 23″ nord, 0° 57′ 43″ est |       |
| Château d'Esneval et son parc                                                         | Pavilly | 20 décembre 1972  | 36              | Château d'Esneval : Classé MH (1970) | 49° 34′ 19″ nord, 0° 57′ 25″ est |       |
| Pierre d'État                                                                         | Petit-Couronne | 31 août 1931      | 0,01            | Menhir situé dans la forêt de la Londe-Rouvray                                                                                          | 49° 23′ 06″ nord, 1° 02′ 28″ est |       |
| Valleuse de Bruneval                                                                  | La Poterie-Cap-d'Antifer, Saint-Jouin-Bruneval | 31 août 2006      | 366             | | 49° 39′ 43″ nord, 0° 10′ 16″ est |       |
| Basse vallée de la Rançon à Saint-Wandrille-Rançon                                    | Rives-en-Seine | 23 décembre 1991  | 12              | Ancienne commune de Saint-Wandrille-Rançon                                                                                              | 49° 31′ 26″ nord, 0° 45′ 18″ est |       |
| Château de Villequier et son parc                                                     | Rives-en-Seine | 13 mai 1958       | 19              | | 49° 31′ 01″ nord, 0° 40′ 01″ est |       |
| Rangée de hêtres                                                                      | Rives-en-Seine, Saint-Arnoult | 13 janvier 1937   | 0,7             | | 49° 31′ 19″ nord, 0° 42′ 07″ est |       |
| Rive droite de la Seine                                                               | Rives-en-Seine, Saint-Arnoult | 12 avril 1944     | 49              | Ancienne commune de Caudebec-en-Caux ; le site classé est étendu le 12 octobre 1945                                                     | 49° 31′ 26″ nord, 0° 42′ 54″ est |       |
| Fontaine et arbres                                                                    | Rouvray-Catillon | 9 janvier 1930    | 0,01            | Source située au lieu-dit du Câtillon                                                                                                   | 49° 34′ 48″ nord, 1° 29′ 42″ est |       |
| Château de Saint-Aubin-sur-Mer et parc                                                | Saint-Aubin-sur-Mer | 3 novembre 1943   | 13              | Château : Inscrit MH (1976) | 49° 53′ 17″ nord, 0° 52′ 52″ est |       |
| If situé en face de l'église                                                          | Saint-Aubin-Routot | 14 décembre 1933  | 0,01            | | 49° 31′ 23″ nord, 0° 19′ 30″ est |       |
| Chemin à Carrosse                                                                     | Saint-Aubin-sur-Scie, Tourville-sur-Arques | 25 juillet 1975   | 3               | Chemin conduisant au château de Miromesnil                                                                                              | 49° 51′ 58″ nord, 1° 04′ 26″ est |       |
| Futaies du parc du château de Miromesnil                                              | Saint-Aubin-sur-Scie, Tourville-sur-Arques | 19 octobre 1942   | 17              | | 49° 51′ 43″ nord, 1° 04′ 55″ est |       |
| Allées du château                                                                     | Saint-Jean-de-Folleville | 3 novembre 1943   | 2               | | 49° 31′ 16″ nord, 0° 30′ 32″ est |       |
| Hêtraie                                                                               | Saint-Riquier-ès-Plains | 16 novembre 1943  | 0,23            | | 49° 49′ 26″ nord, 0° 39′ 50″ est |       |
| Manoir du Quesnay                                                                     | Saint-Saëns | 14 août 1995      | 68              | | 49° 40′ 12″ nord, 1° 16′ 30″ est |       |
| Cap de la Hève et plage                                                               | Sainte-Adresse | 8 octobre 1992    | 141             | | 49° 30′ 43″ nord, 0° 03′ 50″ est |       |
| If du cimetière                                                                       | Sainte-Croix-sur-Buchy | 1er décembre 1939 | 0,01            | | 49° 33′ 54″ nord, 1° 21′ 04″ est |       |
| Château de Sainte-Foy, son parc                                                       | Sainte-Foy | 13 janvier 1944   | 18              | | 49° 47′ 56″ nord, 1° 09′ 00″ est |       |
| Château de Valmont                                                                    | Thiergeville, Thiétreville, Valmont | 9 avril 1943      | 60              | Château : Classé MH (1976) | 49° 44′ 17″ nord, 0° 30′ 58″ est |       |
| Talus boisé à la base de l'église                                                     | Le Tréport | 4 juin 1924       | 0,12            | | 50° 03′ 36″ nord, 1° 22′ 26″ est |       |
| Abords de l'église                                                                    | Varengeville-sur-Mer | 14 novembre 1942  | 6               | Une partie des abords est inscrite | 49° 55′ 05″ nord, 0° 58′ 59″ est |       |
| Domaine des Moutiers                                                                  | Varengeville-sur-Mer | 26 février 1973   | 13              | Domaine : Classé MH (2009) et Jardin remarquable (2004)                                                                                 | 49° 54′ 50″ nord, 0° 59′ 06″ est |       |

### Sites inscrits
En 2023, la Seine-Maritime compte 78 sites inscrits, totalisant 29 819 ha, soit 4,7% du département.
Le tableau suivant recense les sites inscrits de la Seine-Maritime en 2023.
| Site                                                              | Commune(s) | Date              | Superficie (ha) | Notes                                                                   | Coordonnées                      | Photo |
| ----------------------------------------------------------------- | --- | ----------------- | --------------- | ----------------------------------------------------------------------- | -------------------------------- | ----- |
| Boucles de la Seine à hauteur de la forêt de Brotonne             | Aizier, Anneville-Ambourville, Arelaune-en-Seine, Barneville-sur-Seine, Bourneville-Sainte-Croix, Duclair, Étréville, Hauville, Heurteauville, Jumièges, La Haye-Aubrée, La Haye-de-Routot, Le Landin, Le Mesnil-sous-Jumièges, Le Trait, Norville, Notre-Dame-de-Bliquetuit, Petiville, Rives-en-Seine, Saint-Arnoult, Saint-Maurice-d'Ételan, Vatteville-la-Rue, Yainville, Yville-sur-Seine | 24 novembre 1972  | 17 207          |                                                                         | 49° 26′ 53″ nord, 0° 43′ 59″ est |       |
| Vallée de l'Eaulne                                                | Ancourt, Arques-la-Bataille, Bellengreville, Envermeu, Grèges, Martin-Église, Petit-Caux, Rouxmesnil-Bouteilles, Saint-Nicolas-d'Aliermont, Sauchay | 12 octobre 1984   | 2 277           |                                                                         | 49° 54′ 32″ nord, 1° 11′ 24″ est |       |
| Vallée de la Ganzeville                                           | Angerville-Bailleul, Annouville-Vilmesnil, Bec-de-Mortagne, Bénarville, Contremoulins, Daubeuf-Serville, Fécamp, Ganzeville, Limpiville, Mentheville, Saint-Maclou-la-Brière, Tocqueville-les-Murs, Tourville-les-Ifs, Toussaint, Ypreville-Biville | 21 février 1989   | 2 520           |                                                                         | 49° 42′ 07″ nord, 0° 26′ 38″ est |       |
| Hêtraie, place, mare et maison                                    | Angerville-la-Martel | 21 octobre 1943   | 3               | Site jouxtant l'église Saint-Martin                                     | 49° 46′ nord, 0° 30′ est         |       |
| Village d'Ermenouville                                            | Anglesqueville-la-Bras-Long, Ermenouville, Héberville, Houdetot, Sainte-Colombe | 28 mars 1984      | 162             |                                                                         | 49° 47′ 49″ nord, 0° 47′ 06″ est |       |
| Boucle d'Anneville                                                | Anneville-Ambourville, Bardouville, Barneville-sur-Seine, Berville-sur-Seine, Caumont, Hénouville, La Bouille, La Trinité-de-Thouberville, Mauny, Montigny, Quevillon, Sahurs, Saint-Martin-de-Boscherville, Saint-Pierre-de-Manneville, Saint-Pierre-de-Varengeville | 1er avril 1975    | 467             | Site constitué de plusieurs zones non-classées de la boucle de Roumare  | 49° 25′ 19″ nord, 0° 57′ 07″ est |       |
| Château d'Argueil                                                 | Argueil | 4 mars 1943       | 45              |                                                                         | 49° 32′ 35″ nord, 1° 31′ 05″ est |       |
| Abords du château                                                 | Arques-la-Bataille | 8 juin 1942       | 15              | château : Classé MH (1875)                                              | 49° 52′ 37″ nord, 1° 07′ 41″ est |       |
| Château de Varenville                                             | Bacqueville-en-Caux, Lamberville | 16 mai 1989       | 25              |                                                                         | 49° 47′ 06″ nord, 1° 01′ 55″ est |       |
| Vallée de la Vienne                                               | Bacqueville-en-Caux, Beauval-en-Caux, Brachy, Gueures, Hermanville, Lamberville, Lammerville, Saint-Mards, Thil-Manneville | 22 avril 1996     | 1 293           |                                                                         | 49° 46′ 59″ nord, 1° 00′ 11″ est |       |
| Église et cimetière                                               | Beauvoir-en-Lyons | 6 septembre 1943  | 0,37            |                                                                         | 49° 30′ 11″ nord, 1° 35′ 17″ est |       |
| Masses arbustives                                                 | Bénouville | 19 décembre 1935  | 0,2             |                                                                         | 49° 42′ 58″ nord, 0° 14′ 42″ est |       |
| Rochers et falaises du cap d'Antifer                              | Bénouville, Étretat, La Poterie-Cap-d'Antifer, Le Tilleul | 9 juillet 1934    | 29              |                                                                         | 49° 42′ 11″ nord, 0° 12′ 00″ est |       |
| Château de Blainville-Crevon                                      | Blainville-Crevon | 13 janvier 1943   | 4               | Château : Inscrit MH (1977)                                             | 49° 30′ 14″ nord, 1° 18′ 11″ est |       |
| Parc du château de Bois-Héroult, église et son cimetière          | Bois-Héroult | 30 août 1967      | 11              | Église : Inscrit MH (1969)                                              | 49° 33′ 58″ nord, 1° 24′ 25″ est |       |
| Rond-point du Bois-Robert                                         | Le Bois-Robert, Saint-Germain-d'Étables | 14 novembre 1942  | 3               |                                                                         | 49° 50′ 13″ nord, 1° 09′ 43″ est |       |
| Clos-masure du hameau de Guillerville                             | Bolleville | 22 avril 1996     | 9               |                                                                         | 49° 36′ 40″ nord, 0° 32′ 49″ est |       |
| Arrière-pays de la côte d'Albâtre                                 | Bordeaux-Saint-Clair, Étretat, Saint-Léonard, Le Tilleul, Yport | 16 juin 1978      | 998             |                                                                         | 49° 42′ 22″ nord, 0° 15′ 18″ est |       |
| Parc et foyer du manoir                                           | Bordeaux-Saint-Clair | 30 mars 1990      | 7               |                                                                         | 49° 42′ 07″ nord, 0° 14′ 02″ est |       |
| Chapelle et vieux puits d'Augeville                               | Bosc-le-Hard | 1er août 1968     | 0,07            |                                                                         | 49° 38′ 02″ nord, 1° 11′ 56″ est |       |
| Vallée du Dun                                                     | Le Bourg-Dun, La Gaillarde, Saint-Aubin-sur-Mer, Saint-Pierre-le-Vieux, Saint-Pierre-le-Viger | 17 février 1981   | 986             |                                                                         | 49° 51′ 40″ nord, 0° 52′ 48″ est |       |
| Église et cimetière                                               | Brémontier-Merval | 20 juillet 1943   | 0,12            |                                                                         | 49° 30′ 50″ nord, 1° 35′ 53″ est |       |
| Château de Bretteville, église et cimetière                       | Bretteville-Saint-Laurent | 3 novembre 1943   | 11              | Château : Classé MH (1992)                                              | 49° 45′ 43″ nord, 0° 52′ 30″ est |       |
| Vallée de la Durdent                                              | Canouville, Cany-Barville, Clasville, Héricourt-en-Caux, Le Hanouard, Malleville-les-Grès, Ocqueville, Oherville, Paluel, Robertot, Sasseville, Sommesnil, Veulettes-sur-Mer, Vittefleur | 16 mai 1967       | 1 476           |                                                                         | 49° 48′ 22″ nord, 0° 37′ 59″ est |       |
| Rive gauche et la Seine                                           | Caumont, Grand-Couronne, La Bouille, Moulineaux, Saint-Ouen-de-Thouberville | 10 février 1944   | 75              |                                                                         | 49° 20′ 35″ nord, 0° 57′ 29″ est |       |
| Rive droite de la Seine                                           | La Cerlangue, Marais-Vernier, Quillebeuf-sur-Seine, Saint-Jean-de-Folleville, Saint-Nicolas-de-la-Taille, Tancarville | 30 janvier 1967   | 555             |                                                                         | 49° 29′ 17″ nord, 0° 27′ 25″ est |       |
| Village de La Chapelle-sur-Dun et ses abords                      | La Chapelle-sur-Dun, Le Bourg-Dun, Saint-Pierre-le-Vieux, Sotteville-sur-Mer | 21 juillet 1987   | 148             |                                                                         | 49° 51′ 50″ nord, 0° 50′ 53″ est |       |
| Bourg de Clères et vallée de la Clérette                          | Clères, Le Bocasse, Mont-Cauvaire | 25 août 1989      | 272             |                                                                         | 49° 35′ 38″ nord, 1° 06′ 04″ est |       |
| Parc du collège de Normandie                                      | Clères, Mont-Cauvaire | 10 novembre 1976  | 46              |                                                                         | 49° 34′ 52″ nord, 1° 06′ 43″ est |       |
| Falaise et terre-plein du chenal du port de Dieppe                | Dieppe | 25 mai 1934       | 4               |                                                                         | 49° 55′ 52″ nord, 1° 05′ 13″ est |       |
| Panorama sur la plage de Pourville                                | Dieppe, Hautot-sur-Mer | 29 octobre 1934   | 4               |                                                                         | 49° 55′ 08″ nord, 1° 02′ 24″ est |       |
| Quartiers anciens de Dieppe                                       | Dieppe | 13 février 1979   | 80              |                                                                         | 49° 55′ 41″ nord, 1° 04′ 44″ est |       |
| Château de Galleville                                             | Doudeville | 7 février 1944    | 19              | Château : Classé MH (1984)                                              | 49° 43′ 55″ nord, 0° 47′ 13″ est |       |
| Chêne de la Vierge                                                | Elbeuf, Orival | 8 septembre 1932  | 0,01            |                                                                         | 49° 17′ 35″ nord, 0° 59′ 24″ est |       |
| Vue panoramique de la côte Saint-Aucht                            | Elbeuf | 16 septembre 1942 | 0,79            |                                                                         | 49° 17′ 31″ nord, 0° 59′ 38″ est |       |
| Petit village à l'intérieur du parc du château du Mesnil-Geoffroy | Ermenouville | 25 mai 1946       | 0,28            |                                                                         | 49° 48′ 43″ nord, 0° 46′ 52″ est |       |
| Parc du château d'Eu                                              | Étalondes, Eu, Le Tréport | 21 janvier 1980   | 117             |                                                                         | 50° 02′ 56″ nord, 1° 24′ 14″ est |       |
| Deux falaises d'Étretat                                           | Étretat | 26 avril 1934     | 33              | Falaises encadrant le bourg d'Étretat                                   | 49° 42′ 32″ nord, 0° 12′ 04″ est |       |
| Ferme de La Feuillie                                              | La Feuillie | 3 mars 1943       | 14              |                                                                         | 49° 27′ 32″ nord, 1° 30′ 29″ est |       |
| Église de Fry                                                     | Fry | 26 février 1943   | 0,64            |                                                                         | 49° 31′ 48″ nord, 1° 31′ 34″ est |       |
| Plantation de Bosc-le-Comte                                       | La Gaillarde, Saint-Pierre-le-Vieux | 5 novembre 1943   | 5               |                                                                         | 49° 50′ 10″ nord, 0° 54′ 29″ est |       |
| Centre ancien d'Harfleur                                          | Gonfreville-l'Orcher, Harfleur, Le Havre | 19 janvier 1984   | 171             |                                                                         | 49° 30′ 32″ nord, 0° 12′ 18″ est |       |
| Château d'Orcher et son parc                                      | Gonfreville-l'Orcher | 18 mars 1991      | 24              | Château : Classé MH (1976)                                              | 49° 30′ 18″ nord, 0° 14′ 38″ est |       |
| Roches et falaises d'Orival                                       | Grand-Couronne, Oissel, Orival | 1er mars 1934     | 278             |                                                                         | 49° 19′ 19″ nord, 1° 00′ 58″ est |       |
| Église, presbytère, hospice, vieilles maisons, château            | Grémonville | 5 mai 1934        | 11              | Église : Classé MH (1988)                                               | 49° 40′ 16″ nord, 0° 49′ 37″ est |       |
| Château de la Reine Blanche                                       | La Hallotière, Le Mesnil-Lieubray | 19 janvier 1943   | 2               |                                                                         | 49° 31′ 01″ nord, 1° 29′ 38″ est |       |
| Abords de la chapelle Saint-Michel d'Ingouville et du cimetière   | Le Havre | 4 mai 1943        | 0,82            | La chapelle et le cimetière forment un site classé                      | 49° 29′ 56″ nord, 0° 06′ 25″ est |       |
| Château du Héron                                                  | Le Héron | 26 février 1943   | 26              |                                                                         | 49° 28′ 44″ nord, 1° 24′ 11″ est |       |
| Vieux château de Longueville                                      | Longueville-sur-Scie | 19 juin 1944      | 3               | Château : Classé MH (1969)                                              | 49° 47′ 35″ nord, 1° 06′ 47″ est |       |
| Ferme du Mesnil-Lieubray                                          | Le Mesnil-Lieubray | 4 mars 1943       | 4               | Terrain jouxtant l'église. Une partie du terrain forme un site classé.  | 49° 31′ 23″ nord, 1° 30′ 25″ est |       |
| Bois autour du château de Mirville                                | Mirville, Nointot, Vattetot-sous-Beaumont | 30 décembre 1976  | 20              |                                                                         | 49° 37′ 01″ nord, 0° 26′ 46″ est |       |
| Château de Montigny                                               | Montigny | 10 mai 1976       | 14              |                                                                         | 49° 27′ 36″ nord, 0° 59′ 49″ est |       |
| Ensemble urbain de Montivilliers                                  | Montivilliers | 20 septembre 1973 | 13              |                                                                         | 49° 32′ 46″ nord, 0° 11′ 31″ est |       |
| Parc du château de Bosmelet                                       | Montreuil-en-Caux, Val-de-Scie | 30 juillet 1979   | 38              |                                                                         | 49° 41′ 53″ nord, 1° 07′ 55″ est |       |
| Château de Motteville                                             | Motteville | 31 juillet 1945   | 18              |                                                                         | 49° 37′ 59″ nord, 0° 51′ 07″ est |       |
| Château médieval de Neuf-Marché                                   | Neuf-Marché | 7 octobre 1964    | 2               |                                                                         | 49° 25′ 19″ nord, 1° 42′ 47″ est |       |
| Parcelle près de l'église                                         | Ouville-la-Rivière | 25 octobre 1943   | 0,23            | L'église forme un site classé.                                          | 49° 52′ 23″ nord, 0° 57′ 47″ est |       |
| Double rangée de platanes                                         | Rives-en-Seine | 13 janvier 1937   | 0,21            | Ancienne commune de Villequier                                          | 49° 30′ 58″ nord, 0° 40′ 48″ est |       |
| Maison de Caumont                                                 | Rives-en-Seine | 11 mars 1943      | 1               | Ancienne commune de Caudebec-en-Caux                                    | 49° 31′ 30″ nord, 0° 43′ 23″ est |       |
| Perspective de la rue des Halles                                  | Rives-en-Seine | 10 juin 1936      | 0,14            | Ancienne commune de Caudebec-en-Caux                                    | 49° 31′ 34″ nord, 0° 43′ 34″ est |       |
| Manoir des abbesses de Montivilliers                              | Rolleville | 16 juin 1943      | 2               |                                                                         | 49° 34′ 48″ nord, 0° 12′ 43″ est |       |
| Façades et toitures des immeubles bordant la rue du Gros-Horloge  | Rouen | 22 mai 1937       | 0,47            |                                                                         | 49° 26′ 31″ nord, 1° 05′ 28″ est |       |
| Terrains autour de la cathédrale                                  | Rouen | 31 décembre 1936  | 0,15            | Terrains au nord-ouest de la cathédrale, le long de la rue Saint-Romain | 49° 26′ 28″ nord, 1° 05′ 42″ est |       |
| Église de Bielleville                                             | Rouville | 12 mai 1975       | 2               |                                                                         | 49° 38′ 53″ nord, 0° 29′ 56″ est |       |
| Deux allées et pigeonnier du château de Saint-Jean-de-Folleville  | Saint-Antoine-la-Forêt, Saint-Jean-de-Folleville | 3 novembre 1943   | 2               |                                                                         | 49° 31′ 23″ nord, 0° 30′ 40″ est |       |
| Château du Bec-Crespin                                            | Saint-Martin-du-Bec | 22 octobre 1942   | 3               | Château : Inscrit MH (1952)                                             | 49° 35′ 53″ nord, 0° 12′ 32″ est |       |
| Double ligne de hêtres                                            | Saint-Pierre-en-Port | 20 juillet 1944   | 0,72            |                                                                         | 49° 48′ 11″ nord, 0° 29′ 06″ est |       |
| Allées d'arbres                                                   | Sassetot-le-Mauconduit | 29 janvier 1937   | 3               |                                                                         | 49° 48′ 29″ nord, 0° 31′ 52″ est |       |
| Château de Briquedalle                                            | Sassetot-le-Mauconduit | 28 mai 1990       | 48              |                                                                         | 49° 47′ 31″ nord, 0° 32′ 17″ est |       |
| Château et rangée d'arbres en bordure du chemin du Manoir         | Sauchay | 2 décembre 1943   | 46              |                                                                         | 49° 55′ 01″ nord, 1° 12′ 04″ est |       |
| Champ de foire de Fauville-en-Caux                                | Terres-de-Caux | 12 juin 1931      | 3               | Ancienne commune de Fauville-en-Caux                                    | 49° 39′ 04″ nord, 0° 35′ 42″ est |       |
| Village d'Auzouville-Auberbosc                                    | Terres-de-Caux, Yébleron | 25 mai 1984       | 84              | Ancienne commune d'Auzouville-Auberbosc                                 | 49° 37′ 37″ nord, 0° 34′ 19″ est |       |
| Abords de l'abbaye de Valmont                                     | Thérouldeville, Valmont | 25 octobre 1943   | 22              |                                                                         | 49° 44′ 53″ nord, 0° 30′ 58″ est |       |
| Abords du château de Valmont                                      | Thiergeville, Valmont | 19 janvier 1943   | 27              |                                                                         | 49° 44′ 17″ nord, 0° 31′ 01″ est |       |
| Abords de l'église                                                | Varengeville-sur-Mer | 14 novembre 1942  | 2               | Une partie des abords est classée                                       | 49° 55′ 01″ nord, 0° 58′ 59″ est |       |
| Chapelle Saint-Dominique                                          | Varengeville-sur-Mer | 15 novembre 1994  | 0,05            | Chapelle : Inscrit MH (1996)                                            | 49° 54′ 11″ nord, 1° 00′ 18″ est |       |
| Vallon de Vaucottes                                               | Vattetot-sur-Mer | 27 novembre 1935  | 18              |                                                                         | 49° 44′ 10″ nord, 0° 17′ 28″ est |       |
| Église et ferme de l'ancien château                               | Ymare | 20 mars 1978      | 8               |                                                                         | 49° 21′ 00″ nord, 1° 10′ 37″ est |       |